# Langwedel (Basse-Saxe)
Pour les articles homonymes, voir Langwedel.
Langwedel est une municipalité allemande du land de Basse-Saxe, située dans l'arrondissement de Verden.